# Philippe Hamel
Pour les articles homonymes, voir Hamel.
Philippe Hamel, né le 12 octobre 1884 à Québec et mort dans la même ville le 22 janvier 1954, est un dentiste et homme politique québécois. Il s'est surtout fait connaître, au cours des années 1930, par sa lutte contre les compagnies hydroélectriques privées et pour la nationalisation de l'électricité.

## Biographie
Hamel est né dans la paroisse Notre-Dame de Québec en 1884. Il est le fils d'Auguste Hamel, médecin et professeur à l'Université Laval, et de Sophie Vallières. 
Il fait ses études tour à tour au Petit séminaire de Québec, à la faculté de médecine de l'université Laval, à la faculté de chirurgie dentaire de l'université Laval à Montréal ainsi qu'à l'université de Pennsylvanie à Philadelphie. Il obtient son diplôme en 1907 puis exerce sa profession de chirurgien dentaire à Québec. De 1930 à 1954, il est également professeur agrégé à la faculté de médecine de l'université Laval.
Il est nommé gouverneur du Collège des chirurgiens dentistes du Québec de 1924 à 1934. Il préside l'Association dentaire canadienne de 1932 à 1934. 
Excellent trompettiste, il a été membre de la Société symphonique de Québec (actuel Orchestre symphonique de Québec) au cours des années vingt et trente et a notamment été membre du comité de régie (conseil d'administration) de la Société symphonique. Il a entre autres participé au concert inaugural du Palais Montcalm, le 21 octobre 1932.

### Carrière politique
En 1930, Philippe Hamel est nommé membre d'un comité municipal chargé d'enquêter sur les plaintes contre les tarifs prohibitifs de la Quebec Power, une compagnie privée, filiale de la Shawinigan Water and Power Company, qui dessert la ville de Québec. Il commence ainsi, sans le savoir, une croisade anti-trust contre les compagnies d'électricité qui va durer des années.
La Quebec Power refuse de coopérer à l'enquête mais les témoignages externes suffisent à fournir un rapport l'incriminant au plus haut point. Hamel apprend entre autres que la NELA, l'organisme de propagande de la Shawinigan Water and Power Company, conseille ses membres sur la façon de jeter le discrédit sur la fonction politique en la corrompant, ainsi que sur le moyen de dissimuler les profits scandaleux tout en donnant une image de préoccupation sociale honorable dans la population.
À la suite du rapport accablant du comité municipal, la Quebec Power diminue quelque peu ses tarifs mais Hamel exige des tarifs aussi bas que ceux instaurés en Ontario par l'Ontario Hydro, la compagnie publique qui gère l'hydroélectricité de cette province.
En 1931, Hamel commence une campagne contre le premier ministre du Québec, Louis-Alexandre Taschereau, l'accusant de favoriser ce qu'il appelle "les trusts de l'électricité" et d'être manipulé par elles. En 1932, il publie « Le trust de l'électricité : Source de corruption et de domination » dans lequel il élargit le dossier de la Quebec Power à celui de toute l'industrie hydroélectrique de la province.
En 1934, le maire de Québec, Henri-Edgar Lavigueur, demande à Taschereau de faire adopter une loi donnant à la ville de Québec le pouvoir de municipaliser la Quebec Power. Hamel ne favorise pas ce projet car, selon lui, les villes n'ont pas les moyens d'acheter les compagnies privées ni de les gérer efficacement. Il propose plutôt la nationalisation de toutes les compagnies privées par le gouvernement du Québec.

#### L'Action libérale nationale
Des personnalités libérales, comme Paul Gouin et Oscar Drouin, demandent à Taschereau de faire quelque chose dans ce dossier sinon ils menacent de se rebeller. En 1934, ils quittent le parti et fondent, avec le nouveau maire de Québec, Ernest Grégoire, l'Action libérale nationale. L'un des principaux articles de son programme est la nationalisation des compagnies hydroélectriques. Philippe Hamel accepte avec enthousiasme de se joindre à eux. 
En 1935, il participe aux tractations devant unir le nouveau parti au vieux Parti conservateur de Maurice Duplessis. Il approuve la fusion car Duplessis a promis de nationaliser l'électricité s'il prenait le pouvoir. Aux élections de 1935, Philippe Hamel est élu dans le comté de Québec-centre. Les libéraux gardent le pouvoir mais avec une majorité très diminuée.
En 1936, les scandales obligent Taschereau à démissionner, et son successeur, Adélard Godbout, déclenche de nouvelles élections. Cette fois, l'Union nationale, dirigée par Maurice Duplessis, prend le pouvoir.

#### Désillusion et démission
Philippe Hamel espère obtenir un ministère mais demande au préalable à Duplessis, le nouveau premier ministre, la nationalisation immédiate de la Beauharnois Power Company, l'une des plus petites compagnies hydroélectriques de la province. Le premier ministre refuse, prenant pour prétexte des complications interprovinciales, fédérales et même internationales. Il lui offre tout de même le poste de président de la Chambre. Dépité, Hamel refuse, répondant qu'il n'a pas été élu « pour se pavaner en Chambre avec une robe et un bonnet mais pour se battre contre les ennemis du peuple ».
Hamel comprend qu'il s'est fait rouler et siège désormais comme député indépendant. En 1937, il fonde le Parti national avec une dizaine de dissidents de l'Union nationale, mais ce parti se dissout peu avant les élections de 1939, faute de fonds. Aux élections de 1939, il refuse de suivre Godbout et abandonne la politique.

### Ses dernières années
Dès lors, il reprend à plein temps sa carrière de dentiste, tout en donnant parfois ses avis sur les sujets qui l'intéressent. Au cours des années, il publie Le trust de l'électricité, menace pour la sécurité sociale (1936), La Bourse et ses ruines (1937), La canalisation du Saint-Laurent (1940), La marche vers le socialisme (1942) et Les abus du capitalisme (1945).
En 1942, il adopte une attitude modérée à l'occasion du plébiscite sur la conscription.
En avril 1944, le gouvernement d'Adélard Godbout fait adopter la loi nationalisant la Montreal Light, Heat and Power  et créant Hydro-Québec. Hamel critique la façon de procéder. Il s'en prend surtout au montant remboursé à la compagnie (11 millions CAD), qu'il trouve énorme du fait que celle-ci s'est, selon lui, livrée à de véritables actes de brigandage envers la population pendant la Grande Dépression. Pour lui, la nationalisation de cette seule compagnie est évidemment insuffisante. 
Philippe Hamel meurt à Québec le 22 janvier 1954 à l'âge de 69 ans, huit ans avant la nationalisation complète des compagnies hydro-électriques par le premier ministre Jean Lesage et son ministre René Lévesque. Il est enterré au cimetière Notre-Dame-de-Belmont, à Sainte-Foy.

## Hommages

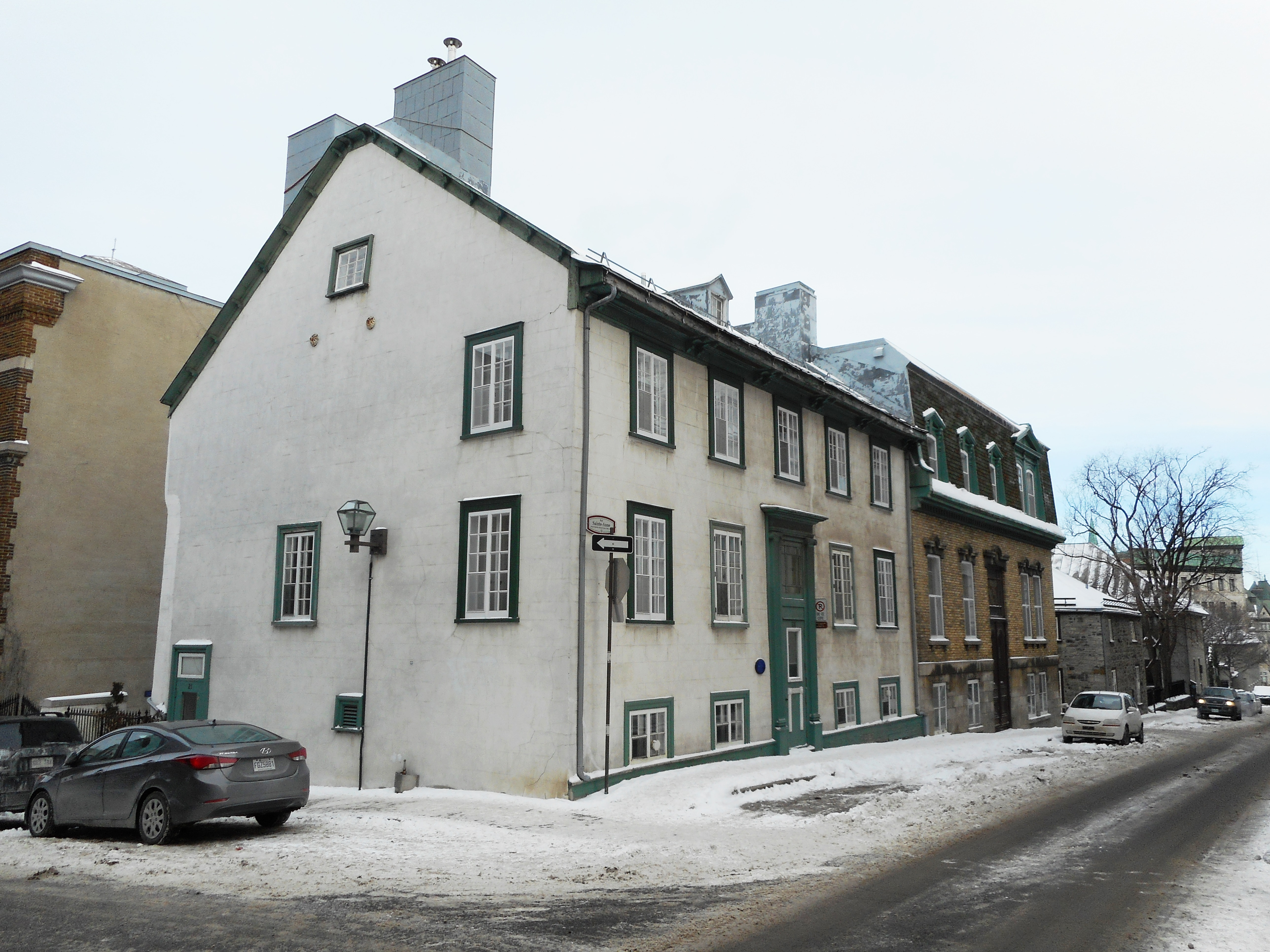
128, rue Sainte-Anne, Québec
« Ici vécut Philippe Hamel... »

Une plaque "Ici vécut de la ville de Québec est présente au 128 rue Sainte-Anne, en son honneur, pour indiquer son ancien lieu de résidence. 

## Sources
- Black, Conrad. Duplessis. Éditions de l'Homme. 1977.
- Dumas, Alexandre. Les quatre mousquetaires de Québec: La carrière politique de René Chaloult, Oscar Drouin, Ernest Grégoire et Philippe Hamel, Septentrion, 2021.
- Vigod, Bernard. Taschereau. Septentrion. 1996.